# روبرت ستيفنسون (عالم موسيقى)
روبرت ستيفنسون (بالإنجليزية: Robert Stevenson)‏ هو عالم موسيقى أمريكي، ولد في 3 يوليو 1916 في ميلروس في الولايات المتحدة، وتوفي في 22 ديسمبر 2012.